# Ipsos
Die Ipsos SA ist ein global tätiges Sozial-, Politik- und Marktforschungsunternehmen. Es wurde 1975 gegründet und ist seit 1999 an der Pariser Börse notiert. Der Hauptsitz des Unternehmens befindet sich in Paris. Ipsos war 2021 nach Umsatz das viertgrößte Marktforschungsunternehmen der Welt und 2021 das drittgrößte in Deutschland.

## Ipsos in Deutschland
Die Ipsos GmbH ist das deutsche Tochterunternehmen von Ipsos. In Deutschland beschäftigt das Marktforschungsunternehmen etwa 500 Mitarbeiter an den Standorten Hamburg, nach der Übernahme von Synovate 2011, auch Frankfurt am Main und München und, seit 2013, auch Berlin, sowie ca. 3300 freiberuflich tätige Interviewer bundesweit. Im Jahr 2021 betrug der Umsatz der Ipsos GmbH 82 Mio. Euro.
Ipsos arbeitet in Deutschland schwerpunktmäßig in den Bereichen:
- Vermarktungsforschung
- Werbeforschung
- Kundenzufriedenheitsforschung
- Mediaforschung
- Politikforschung

und ist auf umfragebasierte Forschung spezialisiert: qualitativ und quantitativ, mit telefonischen, persönlichen, schriftlichen oder online durchgeführten Befragungen.

### Geschichte
In Deutschland ging Ipsos aus dem sukzessiven Zusammenschluss verschiedener Forschungsinstitute hervor:
- GFM (gegründet 1945 in Hamburg, 1986 Fusionierung mit GETAS zu GFM-GETAS, 1993 Übernahme durch Ipsos)
- GETAS (gegründet 1957 in Hamburg, 1986 Fusionierung mit GFM zu GFM-GETAS, 1993 Übernahme durch Ipsos)
- WBA (gegründet 1971 in Hamburg, 1995 Übernahme durch Ipsos)
- INRA (gegründet 1963 als Sample Institut in Hamburg, 1983 verlegt nach Mölln, 2002 Übernahme durch Ipsos, 2021 Schließung des Standorts Mölln)[8]
- Infas (gegründet 1959 in Bonn, 2024 Übernahme durch Ipsos)[9]

## Verschwörungserzählung
Während der COVID-19-Pandemie wurde aus dem QAnon-Umfeld das Gerücht verbreitet, Corona-Testkits würden von der Tochtergesellschaft Ipsos MORI hergestellt, deren Name angeblich Latein für „sie sterben“ wäre. Tatsächlich ist diese Übersetzung fehlerhaft. Der Name stammt aus der Zusammenführung von Ipsos und Market and Opinion Research International (MORI). Zwar führte Ipsos MORI auch Studien durch, die sich mit SARS-CoV-2 befassten, brachte selbst jedoch keine Testkits in Umlauf.